# Артц Аліна Володимирівна
Аліна Володимирівна Артц (нар.. 5 лютого 1986, Санкт-Петербург) — російська співачка, телеведуча, актриса, головний редактор і генеральний директор телеканалу Europa Plus TV. Ведуча ранкового шоу «Новий ранок» на НТВ. Ведуча реаліті-шоу «M-1 Fighter» на телеканалі «Боєць», ведуча вечірнього шоу «Hot Secrets з Аліною Артц», ведуча телепрограми «Star Secrets», виконавиця офіційної пісні Естафети Олімпійського вогню «Олімпійський танець».

## Біографія

### Родина
Аліна Артц народилася в Санкт-Петербурзі в сім'ї корінних петербуржців.
Мама Аліни — Лорэна Анатоліївна Артц має вищу медичну освіту, вона — лікар з 25-річним стажем роботи. Незважаючи на серйозний досвід у сфері охорони здоров'я, Лорена пронесла через все своє життя захоплення дизайном одягу. Зараз це хобі стало її улюбленою справою. Завдяки своєму таланту, мама Аліни створила цілу колекцію сценічних костюмів, в яких Аліна з'являється у своїх концертних шоу.
Тато Аліни — Володимир Володимирович Артц, зі студентських часів і по сьогоднішній день, пов'язаний з туризмом і подорожами. Розвитку туристичного бізнесу в Санкт-Петербурзі Володимир Артц присвятив багато років.
Син Аліна Артц — В'ячеслав Артц народився 10 жовтня 2012 року в Сполучених Штатах Америки, в місті Лос-Анджелес. Батьком дитини є бізнесмен В'ячеслав Камнєв.

### Дитинство і юність
Аліна Артц народилася в Санкт-Петербурзі в 1986 році. З самого дитинства в дівчинці було яскраво виражений багатий творчий початок. З трьох років Аліна виявляла інтерес до танців і батьки, бачачи захоплення дочки віддали її в танцювальний клас.
Потім послідувала хореографічна школа мистецтв, де майбутня актриса і співачка придбала навички різних танцювальних напрямків. По закінченню школи мистецтв була отримана кваліфікація хореографа-педагога. Вища освіта: Санкт-Петербурзький Державний Електротехнічний університет «ЛЕТІ» імені В. І. Ульянова (Леніна) / Факультет Біомедицини, Приладобудування та Інженерного Захисту Навколишнього Середовища / Спеціальність: Інженер-Еколог.

## Акторська кар'єра
Свою телевізійну кар'єру Аліна Артц почала з 2007 року.
- Телесеріал «Сваха» на телеканалі (СТС), героїня серії, 2007 рік[джерело?];
- Дитячий кіножурнал «Єралаш», серія «Приколісти», 2008 рік;
- Телесеріал Слід (телесеріал) (Перший канал), героїня серії, 2008 рік;
- ТБ — проект телеканалу СТС «Весілля твоєї мрії», 2008 рік;
- Телесеріал «220 вольт любові (телесеріал)», епізод, 2009 рік;
- «Дах (фільм, 2009)», епізод, 2009 рік[джерело?];
- Телесеріал «Потраты», головна героїня;
- Динамічне шоу «ChISo 4102», виконавиця головної ролі і вокальних партій, що 2012 рік[джерело?];

«ChISo 4102» — інноваційне для Росії шоу, показ якого проходив в Олімпійському Сочі.
У постановці «ChISo 4102» Аліні належали: Головна роль «Дівчини-Мрії», головні музичні композиції, а також виконання повітряних акробатичних номерів.

## Кар'єра на телебаченні
Паралельно з акторською кар'єрою, Аліна Артц багато років є успішною телеведучої телеканалів НТВ, Europa Plus TV і Матч! Боєць.
Російські телевізійні проекти
- 2009 р — учасниця проекту «Міс Російська Ніч 2009» на каналі «Російська Ніч»
- З 2010 р — Ведуча Реаліті-шоу зі змішаних єдиноборств «M-1 Fighter» на телеканалі «Матч! Боєць».
«M-1 Fighter» — Унікальний Проект Російського Телебачення / Спортивне Реаліті Шоу зі Змішаних єдиноборств.
Аліна Артц — Провідна всіх чотирьох сезонів проекту «M-1 Fighter»;
- 2011—2013 рр. — Ведуча щотижневої програми «Hot Secrets з Аліною Артц» на музичному телеканалі Europa Plus TV[джерело?].
Гостями шоу були самі топові представники російського шоу-бізнесу, які у розмові з ведучою, ділилися секретами успіху, спілкувалися на особисті і найпотаємніші теми життя і творчості;
- 2012 р. — Ведуча програми «Music Lunch»[джерело?] Шоу у прямому ефірі на Europa Plus TV. Шоу включало в себе дві години прямого ефіру, протягом яких обговорювалися актуальні світові музичні новини, а також інтерв'ю з медіа персонами в студії телеканалу;
- 2011—2013 рр — Цикл репортажів з Europa Plus Live[джерело?] для телеканалу Europa Plus TV;
- 2013—2014 рр. — Ведуча програми «Star Secrets з Аліною Артц» на музичному телеканалі Europa Plus TV[джерело?].
Програма Star Secrets з Аліною Артц" — продовження циклу програми «Hot Secrets», але вже виключно з зірками світового шоу-бізнесу, таких як: Christina Aguilera, Tiesto, Fatboy Slim, Steve Aoki, Loverush UK!, Marlon Roudette та багатьох інших;
- 2016 р — Провідна тематичного авторського музичного чарту програми «Top chArtts» на Europa Plus TV,
- 2016—2017 рр. — Ведуча рубрики «Ранок Б'юті» у програмі «Новий Ранок» на Телеканалі НТВ.

Міжнародні телевізійні проекти
- Ведуча прямих ефірів на європейську аудиторію Фестивалю російської пісні «Зелена гура»[джерело?] з 2008 року по 2013 рік[джерело?].
Аліна Артц 5 років поспіль прикрашає своєю присутністю знаменитий польський Фестиваль Російської Пісні в місті Зелена Гура (Ukrainian Song Festival Zielona Gora), як єдина провідна, що представляє Росію.
Фестиваль транслюється в прямому ефірі на TVP2 — Державному каналі Польщі. А також, для всіх глядачів шоу Аліна виконує пісні на російській і польській мовах;
- Ведуча циклу репортажів з Легендарною Церемонії вручення музичних нагород Billboard Music Awards, 2012, 2013 роки[джерело?].
Починаючи з 2012 року Аліна Артц є музичним послом телеканалу Europa Plus TV на всесвітньо популярної американської Церемонії Billboard Music Awards.
Прямі включення для Російської аудиторії з самого серця Лас-Вегаса, де проходить це феєричне шоу, веде Аліна Артц.
Протягом п'яти років Аліна перебувала в знаменитому залі MGM Grand Garden Arena і виходила в ефір для інтерв'ю зі світовими зірками шоу-бізнесу;
- Слов'янський Базар у Вітебську: Ведення та участь у концертних програмах XXIV та ювілейної XXV Міжнародного фестивалю мистецтв «Слов'янський базар у Вітебську», 2015—2016 рр. Управлінська кар'єра
  - З 2016 р. — Головний редактор телеканалу EUROPA PLUS TV.
  - З 2018 р. — Генеральний директор телеканалу EUROPA PLUS TV.

## Кар'єра співачки
Аліна Артц була вокалісткою DJ-проекту Vengerov &amp; Fedoroff, а також солісткою групи VIA Sirius.
З 2011 р. — сольна кар'єра співачки.
Вже в 2012 році Аліна Артц порадувала шанувальників дебютним альбомом «Танцуй, чтобы жить!», в який увійшли 11 оригінальних композицій.
Презентація платівки відбулася 15 березня 2012 року в клубі MILK, де Аліна виступила з яскравою концертною програмою і танцювальним шоу.
Незабаром артистка знімає нові відеокліпи на найпопулярніші композиції, разом з режисером Аланом Бадоєвим: «Прекрасна Брехня», «LA» і «Не втекти».
Навесні 2013 року Аліна презентувала музичну трилогію «Music Story», в рамках якої представила відразу три композиції і три музичних відео на ці пісні: «Зі мною по-іншому не можна», «найяскравіша зірка» і «Hit The Red Light». Кліпи були зняті в Лос-Анджелесі, режисером музичної трилогії виступив Костянтин Черепків.
Новий виток кар'єри Аліна Артц почався саме з композиції «Hit The Red Light».
Сингл увійшов до топ-40 найбільш ротованих треків на американському радіо і потрапив в Base Media Top-40.
Ця пісня була учасницею і лідером багатьох американських чартів, в числі яких: Hot 100 Chart, Hot AC40 Main Chart, Hot AC40 Dance Chart, america's AC Music Chart і багатьох інших.;
- Виконавиця офіційний пісні Естафети Олімпійського вогню «Олімпійський танець»[джерело?].

## Естафета Олімпійського вогню
В 2013 році після участі у відбірковому музичному конкурсі і перемоги в ньому співачка Аліна Артц стала офіційним голосом Естафети Олімпійського Вогню «Сочі-2014». Її сингл «Олімпійський танець» був високо оцінений журі. Перший виступ Аліни Артц з піснею «Олімпійський танець» відбулося 8 жовтня 2013 року на Червоній площі[джерело?].
C жовтня 2013 року разом з Естафетою Аліна Артц перетнула всю країну, з заходу на схід і назад до Сочі, виконуючи на всіх офіційних святкуваннях Естафети Олімпійського вогню пісню «Олімпійський танець», під яку, завдяки участі сотні волонтерів, був організований спеціально поставлений флешмоб[джерело?].
28 жовтня 2013 року Аліна Артц стала почесним факелоносцем Естафети Олімпійського вогню у місті Пушкін (місто)[джерело?].

## Дискографія

### Альбоми
| Рік  | Назва                 | Тривалість |
| ---- | --------------------- | ---------- |
| 2012 | «Танцуй, чтобы жить!» | 44:13      |

### Сингли
| Рік  | Назва треку           | Альбом                                             |
| ---- | --------------------- | -------------------------------------------------- |
| 2009 | «Танцуй, чтобы жить!» | Танцуй, чтобы жить!                                |
| 2009 | «Дыши глубже»         | Танцуй, чтобы жить!                                |
| 2009 | «Its Alright»         | Танцуй, чтобы жить!                                |
| 2010 | «Осколки»             | Танцуй, чтобы жить!                                |
| 2011 | «Прекрасная ложь»     | Танцуй, чтобы жить!                                |
| 2011 | «Не убежать»          | Танцуй, чтобы жить!                                |
| 2012 | «LA»                  | Танцуй, чтобы жить!                                |
| 2013 | «Куда приводят мечты» | Мюзикл ChISo 4102                                  |
| 2013 | «Hit the Red Light»   | TBA                                                |
| 2013 | «Олимпийский танец»   | Естафета Олімпійського вогню «Сочі 2014»[джерело?] |
| 2015 | «Танцуй, моя девочка» | TBA                                                |

## Кліпографія
| Рік  | Кліп                                  | Альбом              | Режисер            |
| ---- | ------------------------------------- | ------------------- | ------------------ |
| 2010 | «Дихай глибше»                        | Танцуй, чтобы жить! | Андрій Сергєєв     |
| 2010 | «Осколки»                             | Танцуй, чтобы жить! | Дубровін Олексій   |
| 2011 | «Прекрасна брехня»                    | Танцуй, чтобы жить! | Алан Бадоєв        |
| 2012 | «Не втекти»                           | Танцуй, чтобы жить! | Алан Бадоєв        |
| 2012 | «It's all right»                      | Танцуй, чтобы жить! | Максим Іксанов     |
| 2012 | «Зі мною по-іншому не можна!»         | Танцуй, чтобы жить! | Костянтин Черепков |
| 2012 | «Прекрасна брехня» спільно з DJ Romeo | Танцуй, чтобы жить! | Олексій Трейман    |
| 2013 | «LA»                                  | Танцуй, чтобы жить! | Алан Бадоєв        |
| 2013 | «Hit the Red Light»                   | TBA                 | Костянтин Черепков |
| 2014 | «Найяскравіша зірка»                  | TBA                 | Костянтин Черепков |
| 2014 | «Олімпійський танець»                 | TBA                 | Євген Камнєв       |
| 2015 | «High Enough»                         | TBA                 | Serghey Grey       |
| 2016 | «Love Girl Peace»                     | TBA                 | Олексій Купріянов  |
| 2016 | «Танцюй моя дівчинка»                 | TBA                 | Ірма               |